# Budżet bilansu
Budżet bilansu – w sprawozdawczości finansowej sprawozdanie z przepływu środków pieniężnych, powstające po sporządzeniu bilansu i na jego podstawie (sytuacja jest odwrotna w planowaniu finansowym gdzie budżet wpływów i wydatków jest planem pierwotnym w stosunku do budżetu bilansu).
Do sporządzenia budżetu bilansu wymagany jest bilans wyjściowy, budżet kosztów, budżet rachunku wyników, budżet wpływów i wydatków oraz dane dodatkowe. Budżet bilansu na koniec okresu nie ma dla bieżącego zarządzania takiego znaczenia, jak budżet rachunku wyników czy budżet wpływów i wydatków. Natomiast stanowi on w głównej mierze swego rodzaju sprawdzenie, czy przyjęte w całym okresie planowania założenia zostały uwzględnione w sposób kompletny i merytorycznie poprawny.